# Min Hae-kyung
Min Hae-kyung (née le 18 avril 1962) est une chanteuse sud-coréenne. Elle est devenue célèbre en tant qu'interprète dans les années 1980 et est notable pour son chant et sa danse.

## Biographie
Elle a étudié au lycée national des arts traditionnels coréens et a fait ses débuts en 1980. Une de ses chansons les plus populaires est la ballade "One Girl's Love Story" (어느 소녀의 사랑이야기). Elle est mariée et a une fille.
Ses hobbies sont la danse et le golf. Elle parle japonais et est familière avec la danse classique.

## Prix
- 1990, Grand Prix Gagnant du Concours de Chant ABU
- 1994, Grand Prix Gagnant du Concours de chanson adolescente

## Discographie

### Albums
- Min Hae Kyung Vol. 2, 1983
- Min Hae Kyung, 1986
- Best 11, 1988
- Min Hae Kyung 9, 1989
- Jump '90, 1990
- Best 2, 1991
- Jump '91, 1991
- Love in Me, 1992
- Best Collection, 1993
- Best of Best, 1995
- Wind of Change, 1995
- Remember, 1996
- U And Me, 1999
- Min Hae Kyung Best - Rose, 2002
- Golden, 2006
- "Vol. 17th: Balance", 2013